# Linger
Linger é uma canção da banda irlandesa de rock alternativo The Cranberries do se álbum de estreia Everybody Else Is Doing It, So Why Can't We? (1993). Foi lançada em 23 de fevereiro de 1993 e relançada em 1994. Foi o primeiro hit do grupo, alcançando a terceira posição na Irlanda, oitava posição nos Estados Unidos e décima quarta posição no Reino Unido. Em 2017, foi lançada como uma versão acústica e despojada no álbum Something Else da banda.

## Antecedentes e composição
Originalmente, a letra de "Linger" foi escrita pelo primeiro vocalista do Cranberries, Niall Quinn. Depois que O'Riordan fez o teste como vocalista da banda, ela escreveu seu próprio conjunto de letras, transformando-a em uma canção de arrependimento baseada em uma experiência com um soldado de dezessete anos por quem ela se apaixonou.
Em uma entrevista para o New Musical Express, o guitarrista Noel Hogan disse sobre a música:
"Só depois que Dolores faleceu é que comecei a gostar de músicas como 'Linger' e 'Dreams'. Elas eram apenas músicas no set list para nós; todo mundo estava perdendo a cabeça com elas. E quando eu as ouço agora, percebo como elas são ótimos para alguém tão jovem, o que eu nunca, nunca apreciei até um ano atrás. Devemos ter tocado elas um zilhão de vezes em nossas vidas e apenas se tornaram parte do set, mas agora é diferente. Temos muita sorte de ter deixado isso para trás, de ter esse legado."

## Recepção
A canção ficou em 86º lugar na lista das 100 melhores canções dos anos 90 do VH1.
No Brasil, a canção foi incluída na trilha sonora internacional de A Viagem, telenovela escrita por Ivani Ribeiro e exibida pela TV Globo em 1994.

## Videoclipe
O videoclipe de "Linger", filmado em preto e branco, é uma homenagem ao filme de ficção científica noir Alphaville, de 1965, de Jean-Luc Godard.

## Faixas
CD single
1. "Linger" (Versão do álbum) – 4:34
2. "Liar" – 2:22
3. "Them" – 3:43
4. "Reason" - 2:02

## Covers
- A apresentadora de TV brasileira Angélica gravou uma versão cover intitulada "Se A Gente Se Entender", que também ganhou um videoclipe.[11]
- Dolores O'Riordan cantou esta música em dueto com Simon Le Bon no concerto beneficente "Pavarotti e Amigos", de Luciano Pavarotti, em 1995.

## Paradas e vendas

### Paradas
| Parada (1993-1994)                             | Melhor colocação |
| ---------------------------------------------- | ---------------- |
| Austrália (ARIA)                               | 33               |
| Europa (Eurochart Hot 100)                     | 26               |
| Islândia (Íslenski Listinn Topp 40)            | 6                |
| Irlanda (IRMA)                                 | 3                |
| Nova Zelândia (Recorded Music NZ)              | 38               |
| Escócia (Scottish Singles Chart)               | 8                |
| Reino Unido (UK Singles Chart)                 | 14               |
| Estados Unidos (Billboard Hot 100)             | 8                |
| Estados Unidos (Billboard Adult Contemporary)  | 18               |
| Estados Unidos (Billboard Alternative Airplay) | 4                |
| Estados Unidos (Billboard Mainstream Top 40)   | 7                |

| Parada (2018)                                         | Melhor colocação |
| ----------------------------------------------------- | ---------------- |
| Itália (FIMI)                                         | 89               |
| Portugal (AFP)                                        | 100              |
| Estados Unidos (Billboard Digital Song Sales)         | 12               |
| Estados Unidos (US Billboard Hot Rock Songs0          | 6                |
| Estados Unidos (US Billboard Rock Digital Song Sales) | 2                |
| Estados Unidos (US Billboard Rock Streaming Songs)    | 9                |
| Reino Unido (UK Singles Chart)                        | 47               |
| Irlanda (IRMA)                                        | 11               |

| Parada de final de ano (1995)         | Posição |
| ------------------------------------- | ------- |
| Canada Top Singles (RPM)              | 47      |
| Canada Adult Contemporary (RPM)       | 68      |
| Islândia (Íslenski Listinn Topp 40)   | 68      |
| Estados Unidos (US Billboard Hot 100) | 49      |

| País           | Certificação | Vendagem |
| -------------- | ------------ | -------- |
| Reino Unido    | Platina      | 600,000  |
| Estados Unidos | Ouro         | 500,000  |